# 克莱尔费
克莱尔费（法語：Clairfayts，法語發音：[klɛʁfaj]）是法国上法兰西大区诺尔省的一个市镇，位于该省东部，属于埃尔普河畔阿韦讷区。

## 地理
克莱尔费（50°9'26"N, 4°7'20"E）面积7.53 平方千米，位于法国上法蘭西大區北部省，该省份为法国最北部的省份及最长的省份，西北濒北海，西接加来海峡省，南至埃纳省和索姆省，东与比利时接壤。
与克莱尔费接壤的市镇（或旧市镇、城区）包括：博里约、索尔堡、维利、埃普索瓦日、费勒里、锡夫里-朗斯。

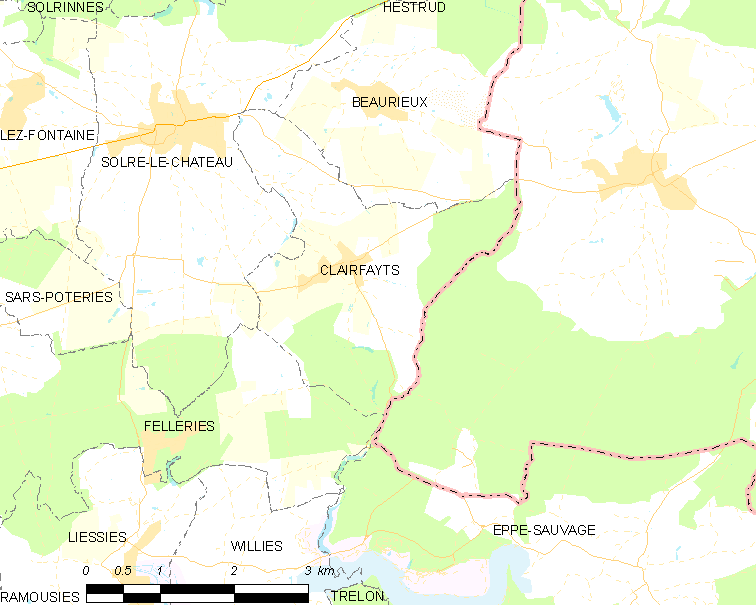
克莱尔费的OSM定位图

克莱尔费的时区为UTC+01:00、UTC+02:00（夏令时）。

## 行政
克莱尔费的邮政编码为59740，INSEE市镇编码为59148。

## 政治
克莱尔费所属的省级选区为富尔米县。

## 人口

1962-2008年间克莱尔费人口变化图示

克莱尔费于2022年1月1日时的人口数量为361人。